# Planteøkologi
| Portal | Portal:Botanik |

Planteøkologien eller vegetationsøkologien er et delområde under botanik og økologi. Forskerne undersøger både forholdene (også de historiske forhold) inden for plantesamfundene og mellem dem, men de interesserer sig også for vegetationens afhængighed af miljøforholdene og for påvirkninger fra menneskers udnyttelse af området. Da plantebestandens sammensætning kan bruges som indikator for et områdes miljøstilstand, er planteøkologien af central betydning for økologiske bedømmelser.

## Klimaets betydning
Det makroklima, som meteorologerne måler, er i grove træk bestemt af stedets breddegrad (altså af lysmængden) og af afstanden til større vandmasser (altså af vandets varmefylde). Nogle arter trives bedst i det afdæmpede kystklima, mens andre foretrækker det mere solrige, men også mere barske fastlandsklima.
Desuden har det betydning, hvor stor mængde vand, planterne får til rådighed (altså nedbørsmængden), og i sammenhæng dermed også, hvor varmt det bliver på stedet, og hvor stærk vind, der er (altså fordampningstabet).
Disse forhold bliver mildnet eller forstærket af en række forhold, som påvirker mesoklimaet på stedet. Det drejer sig om afdræning og jordstruktur (dvs. vandmængde i jorden), om hældningsgrad og orientering i forhold til syd og nord (dvs. solindstråling), om lævirkning og tågedannelse (dvs. luftfugtighed) og om skyggeforhold (høj vegetation, bygninger, bjerge osv.).
Endelig påvirkes vegetationen på et sted af de mikroklimatiske forhold. Det er de forhold, som kan måles lige dér, hvor de enkelte planter vokser, og de bliver påvirket af ganske små ændringer i den helt lokale situation. Det kan være virkningen af skygge, store stens påvirkning af temperatur- og fugtighedsforhold i jorden og luften omkring sig, afstanden til grundvand, jordens porøsitet, jordens farve osv.

## Botaniske landesom svar på klimaforholdene
Breddekreds
Der er stor forskel på klimaet i Centralafrika og det, der er på Færøerne. Det skyldes i første række, at landområderne er placeret forskelligt i forhold til sollysets indfaldsvinkel. Jo længere væk fra Ækvator et område ligger, jo mere fladt falder sollyset ind mod jordoverfladen – selv i sommertiden. Og desto mere flad, vinklen er, desto mindre varmeudbytte giver solindstrålingen. Denne forskel beskrives ved at henvise til den breddekreds, området ligger på. Da Ækvator har den 0te, og polerne har den 90. breddekreds, betyder højere bredde altså ringere solopvarmning, dvs. mere kølige somre og koldere vintre.
Havnærhed
En anden vigtig faktor bag et områdes klima er dets beliggenhed i forhold til større vandmasser, især havene. Danmark ligger på den 56. breddekreds, men det gør Moskva og Glasgow også, og de steder har helt andre klimaforhold end de danske. I Moskva er der fastlandsklima og i Glasgow er der kystklima – endda mere end vi har det i Danmark. Forskellene skyldes de enkelte steders afstand fra havet. Havvand er vanskeligt at opvarme, og det giver kølige somre, men det tager også lang tid om at blive afkølet, og det giver milde vintre. Det ses i helt yderligtgående form i det vestlige Skotland, hvor mange sarte planter fra langt mere sydlige egne kan trives. Omvendt er det let at afkøle og opvarme landjorden, og derfor får egnen omkring Moskva et klima med kolde vintre og varme somre.
Lavtryk
Den canadiske delstat, Labrador, ligger også på den 56. breddekreds, og den har en meget lang kyst ud mod Atlanterhavet. Alligevel har området et langt mere barsk klima end Danmark, og i mange henseender ligner statens klima mest af alt Moskvaegnens. Det skyldes, at de herskende vindretninger driver fører kold og tung polarluft ned over Labrador, mens vestenvinden fører vandrende lavtryk med de tilhørende varme- og koldfronter ind over Danmark. Det giver en yderligere udjævning af årstiderne med milde vintre og kølige somre til følge. Samtidig giver det også en del mere regn, end der ellers ville falde i vores del af verden.
Vækstperiodens længde
Rammerne for et steds klima bliver sat med placeringen på en bestemt breddekreds, med afstanden til nærmeste større vandmasse (hav) og med den herskende vindretning. Det betyder store forskelle for planterne i temperatur og lysmængde, men det betyder også en afgørende forskel med hensyn til det antal dage, hvor plantevækst er mulig. I teorien drejer det sig om antallet af frostfrie døgn, men i realiteten er det mere vigtigt med antallet af døgn, hvor gennemsnittet ligger over 5 °C. Dette antal døgn kaldes vækstperioden, som er meget forskellig fra sted til sted, og som egentlig er klimaets helt direkte påvirkning af plantevæksten på stedet.
Inddeling efter klima
De store kontinenter danner samlede områder, der betragtes som økologiske helheder, økozoner. Disse zoner svarer til store helheder inden for planteverdenen, og de kaldes for florariger. Danmark ligger i den holaktiske økozone og det tilsvarende florarige. Florarigerne opdeles dernæst efter mere præcise klimabetingelser i floraregioner, hvor Danmark ligger i den Circumboreale region. Regionerne er så atter opdelt i provinser, som afgrænser vegetationsområder med nogenlunde ensartede klimaforhold. Her ligger Danmark midt mellem det Atlantiske Europas floraprovins og Centraleuropas floraprovins.
Da man godt ved, at disse inddelinger er meget omtrentlige, har man en mere flydende underenhed, "det botaniske land". Har har man anbragt hele Danmark sammen med de andre nordiske lande i ét fælles, nordeuropæisk "land". Dette landområde har nogenlunde ensartetde klimaforhold og derfor også nogenlunde ensartede vegetationer, så på det punkt mødes beskrivelsen af klimaforholdene altså med beskrivelsen af den stedlige planteøkologi.

## Jordbundens betydning
Jordbundsforholdene (de edafiske faktorer) har afgørende betydning for, hvilke vegetationer, der kan dannes på en lokalitet. Mens det er sandt, at planterne henter deres energi fra sollyset, og at de opbygger hovedparten af deres stof på grundlag af CO2 og vand, så gælder det også, at de skal leve i en jord, hvor rødderne kan ånde og optage vand og nødvendige, mineralske stoffer. Derfor er planterne afhængige af de forhold, der bydes dem i jorden.
Jordens tekstur
Jordens tekstur, dvs. dens procentvise sammensætning af forskellige faste partikler, sætter rammerne for udvikling af forskellige jordtyper. Når hovedparten af råjorden er sand, udvikles der efterhånden en sandjord, mens en råjord med overvægt af ler udvikler sig til at blive en lerjord. Hvis der er et højt indhold af humus i jorden, får man en humusjord, og et højt kalkindhold giver grundlag for udvikling af en kalkjord. Disse råjordstyper har hver især deres typiske karaktertræk hvad angår evne til at fastholde vand og mineralske salte og til at bortlede overskydende vand, så jorden kan gennemtrænges af ilt.
Det er dog mere væsentligt at se på, hvad der sker, når der efterhånden bliver aflejret et toplag af førne. Hvis der er kalk nok i råjorden til, at bakterierne kan stå for hovedparten af nedbrydningen, og regnorme kan trives, vil de opblande råjorden med nedbrudt førne og humus, sådan at der dannes en overjord, som er muld. Hvis den nødvendige mængde kalk mangler, udebliver regnormene, svampene overtager nedbrydningen, og selv om bænkebidere, tusindben og enkytræer omroder jorden lidt, dannes der alligevel en stærkt lagdelt overjord af typen morr.
Jordens struktur
Muld har alle muligheder for at udvikle den krummestruktur, der er så befordrende for luftskiftet, vandafledningen og røddernes trivsel. Derimod henfalder morr let til enkeltkornstruktur, som er betydeligt mindre velegnet som grundlag for plantevækst. Jordens struktur er den konkrete opblanding og sammenbygning af jordpartiklerne, som findes i jorden, når den er i sin naturlige tilstand. Da krummestruktur er så meget bedre for planternes trivsel end enkeltkornstruktur, bliver strukturen i realiteten mere afgørende for planteøkologien end jordens tekstur. Teksturen sætter rammerne, men det er via strukturdannelsen, at de skal udfyldes. Når successionen i jorden går i retning af krummestruktur skyldes det en række faktorer: neutralt eller højt pH, højt indhold af kalk, bakterier som dominerende nedbrydere, regnorme som dominerende i jordens megafauna, tilstedeværelsen af ler og humus som grundelementer i opbygningen af jordkrummer.
Jordens porøsitet
Et materiale med mange porer siges at være porøst. Derfor er en jord med mange mellemrum mellem de faste partikler en porøs jord. Porøsiteten udtrykkes som et forhold mellem porernes samlede rumfang og materialets totale rumfang. I praksis viser det sig, at en porøsitet på 50 %, (dvs. at halvdelen af af jordmængden er luft- eller vandfyldte porer) er gunstig for plantevækst. I jord kan man finde tre grupper af porer:
- De åbne porer med ”frit vand”, som giver en veldrænet og iltrig, men tør jord
- De mellemstore porer med ”tilgængeligt vand”, som giver en drænet, iltrig jord med en god vandreserve
- De små porer med ”utilgængeligt vand”, som giver en fugtig eller våd jord med ringe iltmængde

De åbne porer er vigtige, for de tjener som adgangsveje for luft, når tyndekraften har suget dem tomme for vand. De mellemstore porer kan fastholde vand trods tyngdekraftens træk, mens vandet dog kan hentes ud derfra af planterødderne. De helt små porer kan hverken tømmes af tyngdekraften eller af planterødderne. Vandet i dem er derfor utilgængeligt for planterne. Derfor er det ideelt for plantevækst, når porestørrelserne er fordelt sådan, at der er flest mulige af de åbne og de mellemstore porer, men kun få af de snævre porer.
Jordens surhedsgrad
Surhedsgraden i jorden – eller rettere: i jordvandet – udtrykkes ved hjælp af dens pH-værdi (pH er en neologisme, der er sammensat af pondus Hydrogenii = "vægt(ning) af hydrogenioner"). En pH-værdi på 7 betyder neutralitet, mens en højere og lavere værdi indikerer hhv. basisk og sur. I danske jorde finder man pH-værdier mellem det meget sure pH 3 (tidligere brunkulslejer) og det ret basiske pH 8,5 (kalkjord f.eks. ved Møns Klint). Plantearterne har to forskellige, foretrukne pH-værdier: For det første det arveligt bestemte, fysiologiske pH-optimum, der kan aflæses under laboratorieforhold, og som ofte ligger omkring pH 6,5. For det andet den foretrukne pH-værdi, sådan som den kan aflæses under naturlige forhold i artens plantesamfund. Den sidste værdi kan være meget forskellig fra den fysiologisk set mest gunstige, for den udtrykker det forhold, hvor arten er mest konkurrencestærk. På den måde opstår kalkbundsplanter og surbundsplanter, altså arter der er mest konkurrencestærke på basisk henholdsvis sur jord. Disse arter danner samfund med andre arter, som kan klare sig under de samme betingelser.
Det afgørende ved jordens surhedsgrad er den betydning, som syre (brintioner (H+)) og base (hydroxylioner (OH-)) har for tilgængeligheden af de mineralske stoffer, som planterne er afhængige af. Mange af stofferne bliver lettere tilgængelige i sur jord (lavt pH) og bundne i basisk jord (højt pH), men der er undtagelser, og kolloide stoffers (humus og ler) evne til at fastholde kationer spiller også en stor rolle for næringsstofbalancerne i jordvæsken. Hertil kommer, at bestemte surhedsforhold kan frisætte ellers bundne, giftige stoffer i jorden, sådan at planterne lider under forgiftning, hvis de vokser under ikke-naturlige forhold. Dette fænomen kan ses i mange skove, hvor syreregn har forsuret jorden i en grad, så giftige aluminiumioner bliver frit tilgængelige i jordvandet.
Det er også væsentligt at bemærke, hvordan surhedsgraden i jorden påvirker sammensætningen af jordbundsfloraen: Ved lavt pH er svampene dominerende, mens det er bakterierne, som dominerer ved højt pH. John Klironomos har påvist, at sammensætningen af jordbundsorganismerne i høj grad er bestemmende for biodiversiteten i plantesamfundene, der har rødderne i samme jord.
Jordens bonitet
Jordbundens indhold af nødvendige plantenæringsstoffer har stor indflydelse på, hvilke plantearter der kan overleve og udkonkurrere de andre. Indholdet beskrives med udtrykket bonitet, der er stigende med stigende indhold af disse nødvendige mineraler. Boniteten afhænger på sin side af en række positive og negative faktorer, som styrer jordbundsforholdene – ofte over lang tid.
Positivt på boniteten virker
- Råjord med et højt indhold af vigtige grundstoffer
- Tilstedeværelsen af kolloide jordarter, som han fastholde mineralerne
- Et neutralt eller basisk pH
- Tæt plantedække, der forhindrer udvaskning
- Førne tilførsel hvert efterår
- Høj biodiversitet i jorden

Negativt virker derimod
- Mager eller udpint råjord
- Mangel på kolloider
- Sur jord
- Stort nedbørsoverskud
- Nøgen jord

Ved lav bonitet dannes der plantesamfund, der er præget af nøjsomme arter. Biodiversiteten er forholdsvis lav, og sårbarheden over for negative påvirkninger er stor. Omvendt vil høj bonitet begunstige plantesamfund med høj diversitet og stor modstandskraft over for udefra kommende påvirkninger.
- gødningsindhold
- vandindhold

## Tilpasning til andre organismer
Konkurrence
Foruden klimaet og jordbundsforholdene må planterne også tilpasse sig de andre, levende væsner, som lever på samme sted. Det er let at få øje på, hvordan planterne konkurrerer om vækstfaktorerne. De forsøger at skygge hinanden ihjel, og gennem rødderne kæmper de om det tilgængelige vand og de nødvendige, mineralske næringsstoffer. Denne indbyrdes kamp foregår både mellem planter af samme art og mellem individer af forskellige arter. Det kan man konstatere ved at kigge på træerne i en skov. Her må de unge bøge kæmpe for at få lys nok under de gamle bøges kroner, men her må bøgene kæmpe mod asketræerne på de gode, porøse og næringsrige jordbund.
Fælles hjælp
Det springer mindre i øjnene, hvordan individer og arter hjælper hinanden. Det er efterhånden erkendt, at planterne er dybt afhængige af deres samliv med én eller flere svampe (mykorrhiza), og nu er det også fastslået, at den samme symbiose fungerer videre trods eventuelle angreb af planteædere på værtsplanten. Mykorrhiza har stor betydning for planterne i et etableret plantesamfund, og det ses bl.a. af metode, Almindelig Løgkarse bruger til at trænge frem i de nordamerikanske skove. Den sprænger nemlig båndet mellem svamp og værtsplante, og svækker dermed unge træer så meget, at den selv kan få plads
Planteædere og parasitter
Det er normalt at bruge ordet planteæder om større dyr, der æder af planternes forskellige dele. Når de mindre dyr som f.eks. bladlus, spindemider, nematoder og snegle lever af plantemateriale, kaldes de derimod for "parasitter", dvs. snyltere. Det samme ord kan så til gengæld også bruges om svampe, bakterier, vira, snylteplanter og andre organismer, der angriber og lever af og i planterne.
I løbet af udviklingen har planterne lært sig at tåle et vist græsningstryk fra planteæderne og et vist smittetryk fra snylterne, og i bedste fald lever de to parter i en bevægelig balance, der er bestemt af, at det ikke betaler sig at udrydde de planter, an selv skal leve af. Denne balance forrykkes dog, når planterne bliver udsat for nye belastninger i form af arter, der er indslæbt fra fjerne verdensdele. Blandt de velkendte eksempler kan man nævne Koloradobillen, den spanske skovsnegl ("dræbersneglen") og elmesygesvampen.
Sucession og tidligere dyrkning
Endelig skal planterne også kunne modstå de påvirkninger, der udløses af den udvikling, der foregår i ethvert plantesamfund. Successionen er den vedvarende proces, der langsomt, men sikkert ændrer sammensætning, dominansforhold, jordbundsforhold og mikroklima i ethvert plantesamfund. Når andre arter forsvinder, eller år nye arter kommer til, må de øvrige arter i samfundet indrette sig efter ændringer i konkurrence- og samarbejdsforholdene. Det samme gælder selvfølgelig også, når planteædere eller snyltere forsvinder fra et sted eller ankommer til det.
Som det er på de fleste steder i verden, så er størstedelen af plantesamfundene kraftigt påvirket af menneskenes virke. Det er åbenlyst, hvor skovrydning eller afbrænding ødelægger bestående samfund, men det har også langtrækkende eftervirkninger, når plantesamfundene skal finde sig til rette på tidligere dyrket jord. Det ses, når marker lægges brak, og det ses endnu i dag på de områder, som nybyggerne flyttede flyttede fra i New England-staterne. Her rykkede Rød-Løn først ind og blev klart dominerende, men over en 25-årig periode måtte den give plads for arter som Sukker-Birk, Papir-Birk, Weymouth-Fyr og Østamerikansk Hemlock.

## Plantesamfund, resultatet af mange påvirkninger
Det er dels de givne, ydre vilkår og dels arternes indbyrdes konkurrence og udvælgelse, der gør, at der opstår samfundsdannelser af plantepopulationer. Sammensætningen af et plantesamfund er konstant, så længe der ikke opstår nye konkurrencevilkår på grund af klimaforandringer, geologiske eller jordbundsmæssige udviklinger, menneskelige indgreb eller indvandring (og uddøen) af bestemte arter. De nye, ydre vilkår skaber nye nicher i plantesamfundet, men det gør planteædere, plantesygdomme, rovdyr og parasitter samt forholdet mellem to eller flere plantearter også. Derfor kan plantesamfund være ganske kortvarige (se f.eks. ruderatsamfund), eller de kan overleve i millioner af år (se f.eks. regnskov).
Noter
1. ↑  Den tænkte linje rammer Østjyllands kyst lidt syd for Odder
2. ↑  Andrew Vowles: Klironomos (University of Guelph) (engelsk)
3. ↑  Karita Saravesi: Mycorrhizal responses to defoliation of woody hosts Arkiveret 14. maj 2011 hos  Wayback Machine (engelsk)
4. ↑  Kristina A. Stinson, Stuart A. Campbell, Jeff R. Powell, Benjamin E. Wolfe, Ragan M. Callaway, Giles C. Thelen, Steven G Hallett, Daniel Prati og John N. Klironomos: Invasive plant suppresses the growth of native tree seedlings by disrupting belowground mutualisms (engelsk)
5. ↑  University of Minnesota: Secondary Succession Arkiveret 20. juli 2011 hos  Wayback Machine (engelsk)

## Hent mere viden

### Internet
De nedennævnte netsteder er kontrolleret aktive den 30. marts 2009:
- Margarete Payer: Zur Ökologie von Laub- und Mischwäldern und Nadelforsten in Mitteleuropa (tysk)
- Anthony R. Brach: Internet Directory for Botany Arkiveret 17. januar 2009 hos  Wayback Machine (engelsk)
- Anthony R. Brach: The Ecology WWW page Arkiveret 14. april 2009 hos  Wayback Machine (engelsk)
- Bent Vestergaard Petersen: Danmarks Natur og Vegetation